# Iolaus sapphirhinus
Iolaus sapphirhinus är en fjärilsart som beskrevs av Johannes Karl Max Röber 1887. Iolaus sapphirhinus ingår i släktet Iolaus och familjen juvelvingar. Inga underarter finns listade i Catalogue of Life.